# The Hawthorns
The Hawthorns è uno stadio di calcio di West Bromwich, nelle West Midlands in Inghilterra. Ospita le partite del West Bromwich Albion F.C. ed è l'home ground dei Baggies da cui è detto The Shrine (il Santuario). The Hawthorns è stato inaugurato nel 1900. Il nome deriva dal semplice fatto che quell'area era ricoperta da biancospini (hawthorn, che compare ancora oggi nel simbolo del club), mentre le modalità di contratto erano quelle incontrate anche per gli altri grounds: affitto con opzione d'acquisto a favore del club nell'arco di quattordici anni dal momento della firma. Lo stadio è situato ad un'altitudine di 551 piedi (168 metri) sul livello del mare e, tra tutti gli stadi di Premier League e Football League, è quello collocato ad un'altitudine più elevata. Dopo l'ultimo rifacimento nell'estate del 2014 la capienza ufficiale è di 26,850 spettatori.

## Storia
Il primo home ground del West Bromwich Albion fu Coopers Hill, dal 1878 al 1879,, poi Dartmouth Park, dal 1879 al 1881, e Bunns Field, dal 1881 al 1882, anche conosciuto come The Birches; fino al trasferimento a Four Acres (in cui l'Albion rimase fino al 1885), lo stesso anno nel quale il club si iscrisse anche alla Staffordshire FA (a quel tempo West Bromwich era nella contea dello Staffordshire), vincendo la coppa al primo tentativo in finale contro lo Stoke. A Four Acres, secondo il contratto d'affitto, il club poteva giocare solo di sabato e di lunedì, estate esclusa, perché in quella stagione ad occuparlo ci avrebbe pensato il Dartmouth Cricket Club. Abbandonato Four Acres, nel 1885 l'Albion decise di stabilirsi a Stoney Lane, finché Stoney Lane non cominciò a diventare troppo stretto al club, sia per l'affitto, sia per le possibilità di sviluppo: discussioni interne tra favorevoli nel rimanere a Stoney Lane e contrari, videro prevalere questi ultimi, e venne così preso in affitto parte del terreno appartenente al Sandwell Park, che diventerà The Hawthorns e verrà inaugurato il 3 settembre 1900 quando l'Albion pareggiò 1-1 con il Derby County di fronte a 20.104 spettatori, ma il record di spettatori si ebbe il 3 marzo 1937, quando l'Albion vinse contro l'Arsenal nei quarti di finale di FA Cup, a cui assistettero 64,815 spettatori.

## Innovazioni

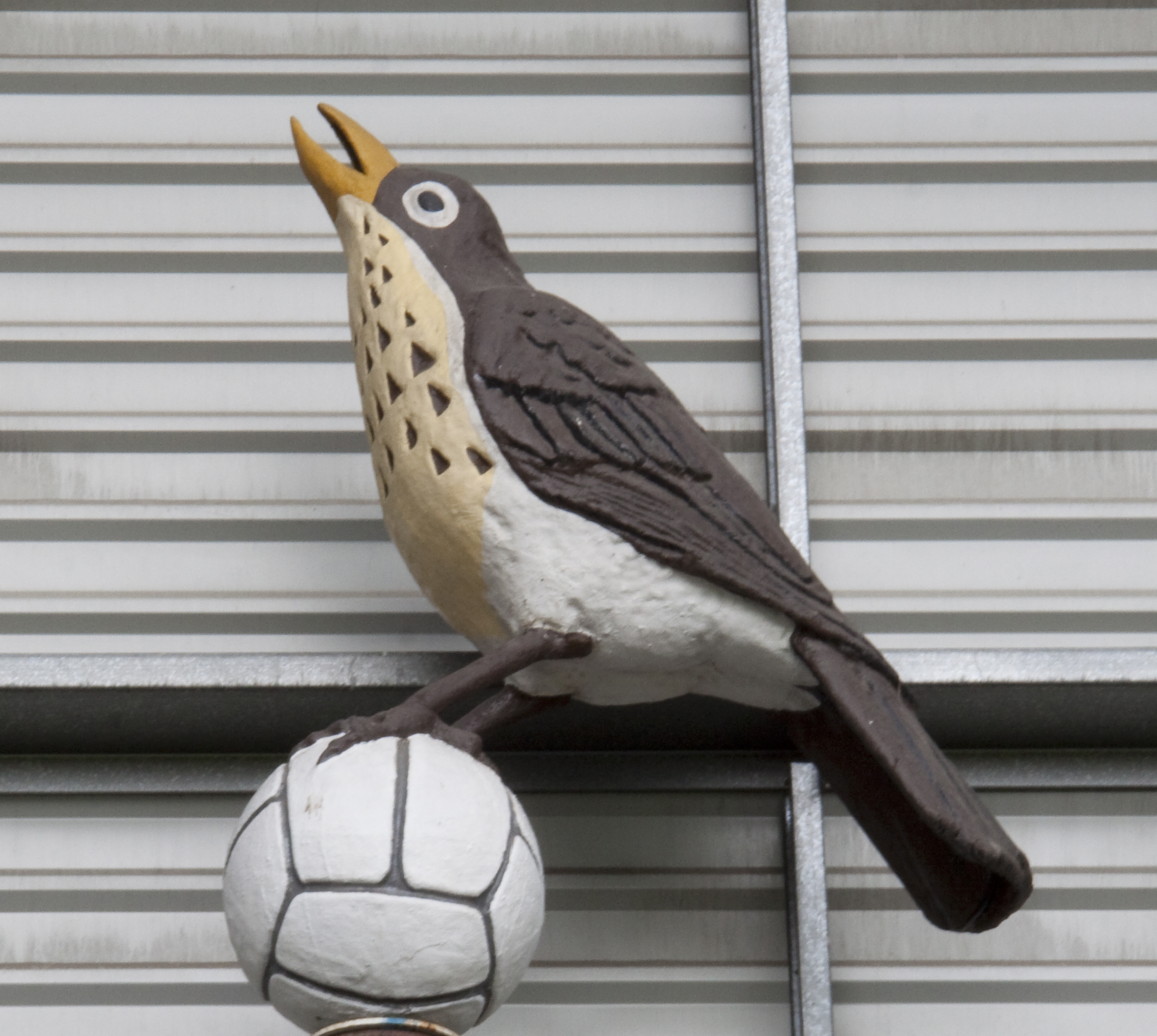
The Throstle, il tordo simbolo del West Bromwich Albion

La prima Stand in realtà altro non era che la Noah Ark Stand di Stoney Lane trasportata direttamente nel nuovo home ground; la seconda invece fu costruita ex-novo, progettata dalla società di architetti Wood & Kendrick e capace di ospitare al momento dell'inaugurazione circa 5000 persone. IL 5 novembre 1904 la Stand andò distrutta durante la Guy Fawkes Night, ricorrenza inglese sentita soprattutto nel passato e caratterizzata dal massiccio utilizzo di fuochi d'artificio (tuttavia non furono mai chiarite le circostanze dell'incidente, se fu per colpa effettivamente dei fuochi o per un sigaro non spento). Questo non fermò comunque lo sviluppo del ground, che portò all'installazione di un half-time scoreboard nella Birmingham Road End nel 1905 e, l'anno dopo, alla costruzione di una nuova Stand dal lato opposto, la Smethwick End. Negli anni successivi vennero portati miglioramenti alle Stand preesistenti (in particolare alla Halfords Lane Stand) e nel 1912 fu eretta un'altra Stand dove sorgeva la Noah Ark Stand; mentre veniva rifatto completamente il terreno di gioco. Con l'acquisto definitivo del ground nel 1913, proseguirono gli interventi per migliorarlo: la guerra mondiale rallentò i progetti, ma nel 1920 i terraces iniziarono ad essere realizzati in cemento, un'opera che si completò solamente nel 1931. La risposta del pubblico fu comunque eccezionale: negli anni 20 infatti l'affluenza aumentò vertiginosamente, con lo sfondamento di quota 50.000 presenze nel 1923 e di 60.000 presenze il 21 febbraio del 1925, con 64.612 spettatori ad assistere al derby di FA Cup tra il West Brom e i rivali dell'Aston Villa (la capienza totale dichiarata allora era di 65.000 persone). Negli stessi anni furono disputati anche incontri internazionali a The Hawthorns e fecero la loro comparsa anche i celeberrimi turnstiles (tornelli). Nel 1932 fu installato un nuovo scoreboard tra la Handsworth Stand e la Smethwick End, rimuovendo il precedente sulla Birmingham Road End.
Il 6 marzo 1937 fu stabilito il record ufficiale di presenze, con 64.815 persone ad affollare The Hawthorns per i quarti di FA Cup tra l'Albion e l'Arsenal: il successo del club e la massiccia presenza di pubblico spinserò il club ad apportare ulteriori miglioramenti all'impianto, con la sostituzione del tetto della Halfords Lane Stand, che passò dall'essere costruito in legno all'essere fatto di amianto. I progetti di adeguamento furono bruscamente interrotti per cause belliche, ma al suo termine ripresero i lavori. Il primo intervento, già nel 1945, portò all'installazione del sistema audio nello stadio, mentre nel 1949, furono installati i tornelli elettronici, in grado di registrare in tempo reale le presenze allo stadio (primo club in Inghilterra a dotarsene). Gli anni 50, soprattutto nel finire del decennio, portarono in dote alcune modifiche, in particolare lo spostamento dello scoreboard nel Woodman Corner e, nel 1957, l'installazione del sistema di illuminazione artificiale ad un costo di £18,000 sterline: la prima partita non ufficiale alla luce dei riflettori fu con il Chelsea, ma la vera inaugurazione fu in un'amichevole dell'Albion contro la Russian Red Army, terminata 6–5 di fronte a 53.805 spettatori. Sempre questo decennio rappresentò anche una svolta per il WBA, perché fu l'ultimo decennio delle folle oceaniche allo stadio visto che negli anni successivi l'attendance non supererà mai le quote raggiunte nei primi 50 anni di vita del ground.

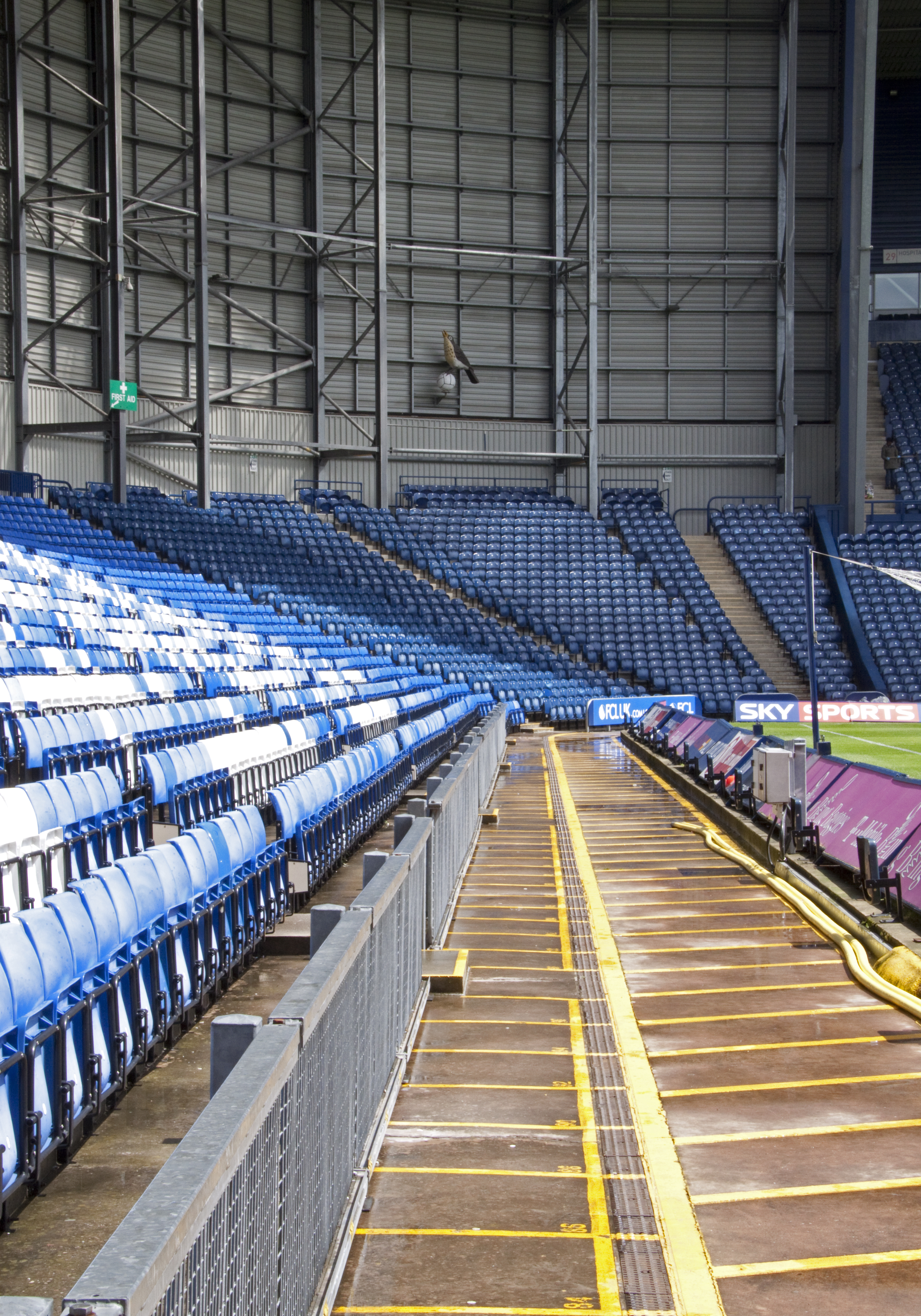
The Hawthorns

Gli anni 60 invece portarono in dote la prima vera modernizzazione della struttura: nel 1964 infatti fu sostituita la Handsworth Stand e costruita una tribuna da 4.300 posti, ad un prezzo di £40,000 sterline, che divenne nota come la Rainbow Stand per via dei suoi seggiolini variopinti. La copertura della vecchia Stand fu conservata per realizzare la copertura della Stand su Birmingham Road e la capienza totale del ground si ridusse a 50.000 posti. Anche il WBA, come gran parte dei club inglesi, fu interessato dal fenomeno degli hooligans e nel tentativo di arginarlo furono sistemate nuove protezioni e nuove barriere; tra il 1979 e il 1982 fu il turno della Halfords Lane Stand di venir ricostruita (le condizioni della vecchia Stand erano decisamente precarie) e nacque la West Stand, una Stand semplice a singolo anello, ovviamente coperta. Il tutto con la riduzione della capienza complessiva nel tentativo di migliorare la sicurezza del campo.
Nel 1982 The Hawthorns rappresentava un impianto quasi moderno nell'ambito dei grounds inglesi, con le due sole End dello stadio ad essere dotate di terraces e quasi nessun angolo aperto tra i diversi settori. Nel 1984 un tabellone elettronico fu aggiunto sul tetto della Smethwick End, nel 1990 fu rifatto per la seconda volta nella storia il terreno di gioco (i Baggies fecero letteralmente a gara per comprare le vecchie zolle) e progressivamente il ground iniziò a perdere la sua identità per via delle continue riduzioni di capienza. Il primo passo fu compiuto nel 1992 con la rimozione della copertura della Smethwick End, il secondo grande passo fu fatto invece nel 1994 con la demolizione dei terraces della Smethwick End, del Woodman Corner e della Birmingham Road End. Il 30 aprile 1994, in particolare, fu l'ultima volta in cui vennero usati i terraces della Birmingham Road End e del Woodman Corner: a fine gara si scatenò una vera e propria bagarre tra i Baggies per raccattare più cimeli possibili ed evitare che andassero distrutti con la demolizione. Inizialmente sparì anche la statuetta del tordo che spiccava sul Woodman Corner, ma fortunatamente, dopo un accorato appello del club, fu restituita alla gloria del WBA.
Tutto questo portò all'inizio dello sviluppo del moderno The Hawthorns con la trasformazione in un all-seater stadium: le due End furono completamente rifatte e furono abilitati anche i pochi terraces della Rainbow Stand. Il giorno di Santo Stefano del 1994 segnò l'apertura del nuovo The Hawthorns nel match di Premier League contro il Bristol City vinto 1-0; ma i miglioramenti non si fermarono perché fu rifatto per la seconda volta in pochi anni e per la terza volta nella storia, il terreno di gioco. Pochi anni dopo, nel 1998, una nuova rizollatura del terreno ebbe luogo per permettere l'installazione del sistema di riscaldamento sotterraneo; ma con l'arrivo del Centenario ecco un'altra sorpresa per i Baggies: il 1º gennaio 2001 con il match vinto 1-0 contro il Barnsley viene infatti disputata l'ultima partita con la Rainbow Stand, che venne demolita poco dopo per far posto alla nuova East Stand, inaugurata all'inizio della stagione successiva.
Arrivarono anche ulteriori innovazioni, con l'installazione di un megaschermo nel 2002 (primo club in Inghilterra a dotarsene), l'installazione dei tornelli compatibili con le tessere elettroniche e la demolizione nel 2004 dello storico Woodman Pub, situato dietro il Woodman Corner, per ottenere un'ulteriore espansione del campo. L'ultimo grande ritocco fu nel 2008, con la sistemazione della Halford Lane Stand seguito da un ulteriore rifacimento del terreno di gioco, ed in seguito, con alcune fibre sintetiche di erba a rinforzare l'erba naturale, il campo era da considerare tra i migliori del calcio inglese, all'avanguardia anche per quanto riguarda il sistema di irrigazione e di riscaldamento.

## Impianto attuale
Con tutti i miglioramenti fatti negli ultimi anni, The Hawthorns si configura come un impianto capace di unire modernità e tradizione. I settori si suddividono in quattro Stand tutte collegate tra loro, in particolare la East Stand è collegata alle due End mediante due corners, mentre la West Stand è stata costruita in maniera tale da non averne bisogno. Lo stadio è quasi sempre pieno, l'attendance media è decisamente vicina alla capienza e questo garantisce sempre un colpo d'occhio spettacolare nelle partite interne. I settori del ground sono: West Stand, su Halfords Lane, Birmingham Road End, che i tifosi chiamano affettuosamente Brummie Road, Smethwick End, il settore ospiti, e la East Stand, che sostituisce la vecchia Rainbow Stand.

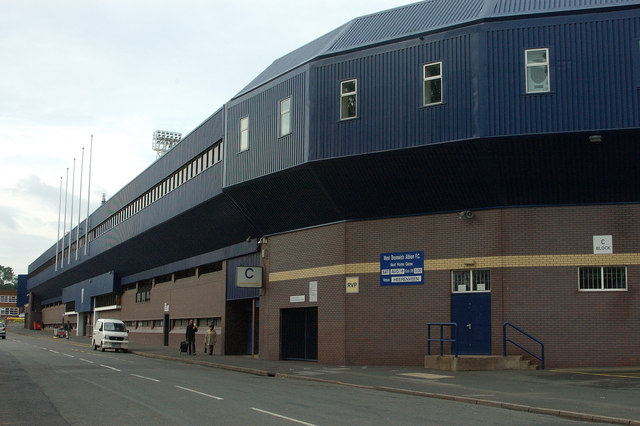
West Stand da Halfords Lane

### West Stand
Costruita: 1979–1981 Capienza: 4.725
Nonostante si tratti della Stand risistemata più di recente, a livello di costruzione è la più antica dello stadio. Fu costruita nel 1980 e successivamente sistemata più volte fino a renderla moderna come appare oggi: una Stand a singolo anello, capienza limitata (circa 4640 posti), ma dotata di un'intera fila di executive boxes, vip seatings e tutte le strutture per i media. Nel suo interno gli spogliatoi, al suo esterno, integrate con il pubblico, le panchine. Sullo spessore della copertura campeggia il nome del club, con quello dei rispettivi sponsor; la curiosità è che guardando dall'alto lo stadio, la Stand appare nella sezione più bassa, dando una sorta di aspetto asimmetrico all'intero impianto. Come nome ufficiale è stato deciso di utilizzare l'impersonale West Stand, rimpiazzando quindi il nome storico, Halfords Lane Stand; essendo infine la tribuna più piccola, è anche quella che nei progetti del club potrebbe essere ingrandita: la prospettiva era quella di raggiungere una capienza complessiva finale di circa 30.000 posti, ma l'aggiunta di un anello o addirittura il rifacimento dell'intera tribuna furono fermati dal brutto momento del club a livello di risultati a metà del 2000.

### Birmingham Road End
Costruita: 1994 Capienza: 8.286 (incluso Woodman Corner)
L'End situata in corrispondenza della A41 (che porta, per l'appunto a Birmingham da West Bromwich) è il cuore del tifo del club, chiamata dai Baggies semplicemente Brummie o Brummie Road. Viene eretta nel 1994 ed è organizzata su due anelli piuttosto uniformi; può contenere 8.286 spettatori, molti meno dello storico terrace che ha rimpiazzato. Una piccola curiosità è che tra l'anno di costruzione ed il 2004 la Stand cambiò nome: si chiamava, infatti, Apollo 2000 Stand, grazie ad un accordo commerciale tra il club e la società elettronica in questione. Fortunatamente il contratto non fu rinnovato e la Stand riprese il suo nome originale. L'unica modifica effettuata è stata la sostituzione dei seggiolini nel 2009: sono stati uniformati come colore a quelli del resto dello stadio, togliendo le scritte che distinguevano la End dalle due tribune. A collegare la Brummie Road alla East Stand troviamo il Woodman Corner, al cui esterno sorgeva lo storico Woodman Pub, demolito nel 2004 per un'espansione ulteriore dell'impianto.

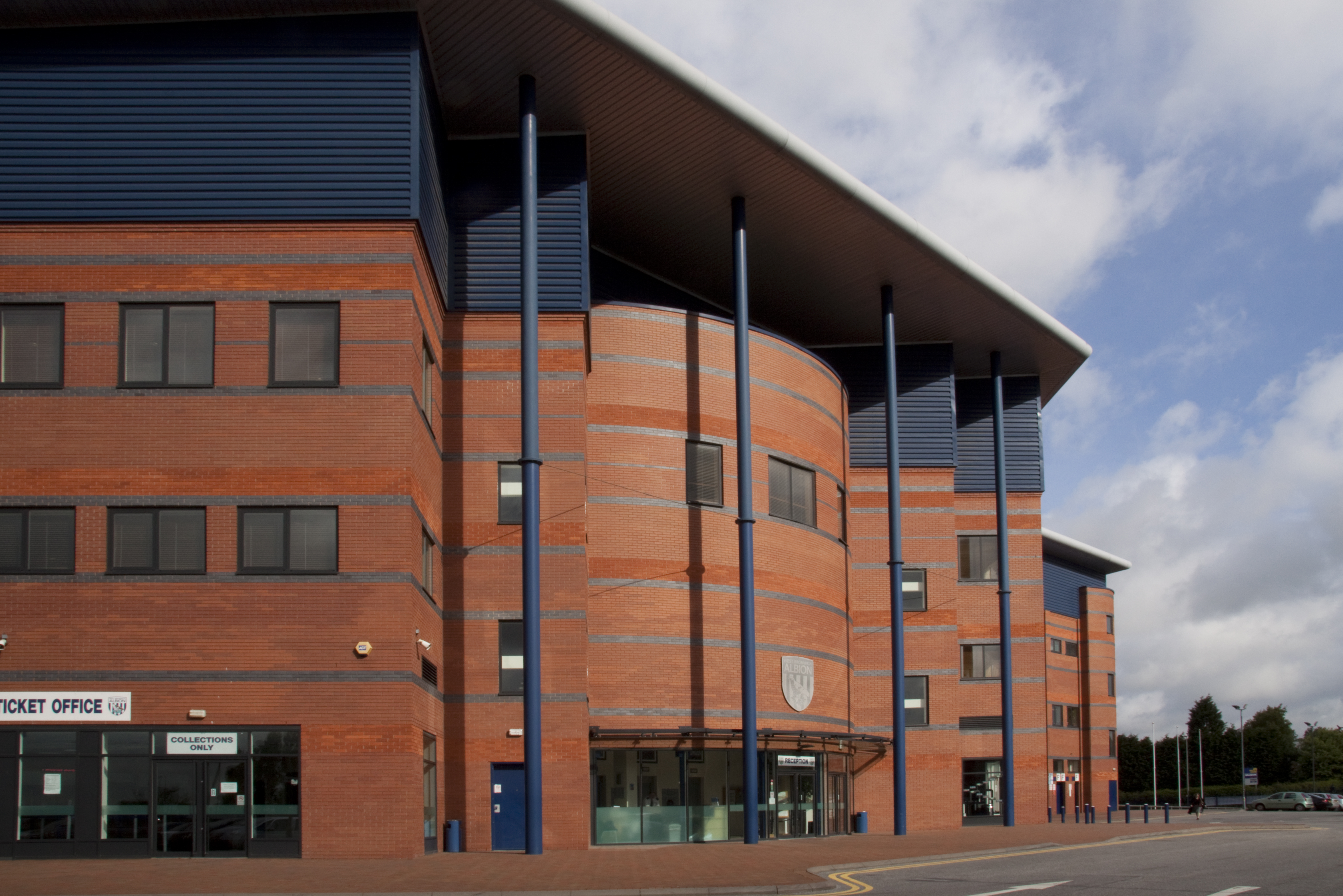
East Stand a The Hawthorns

### East Stand
Costruita: 2001 Capienza: 8.791
Si tratta della sezione più recente dello stadio, costruita nel 2001 sulle ceneri dell'amatissima Rainbow Stand. Si tratta di una Stand a due anelli che costituisce a tutti gli effetti la main stand dell'impianto; dall'esterno la sua forma si sposa armoniosamente con le due End, mentre risalta la differenza in altezza e maestosità con la West Stand. Al suo interno troviamo gli executive boxes, la reception area del club, gli uffici del club ed il secondo museo del club (l'altro si trova nella West Stand), nonché l'immancabile store del team; può ospitare 8.791 spettatori, compreso il Woodman Corner ed il Millennium Corner, che raccorda questa Stand alla Smethwick End. Altra curiosità sul Woodman Corner è che all'esterno dello stadio, corrispondente al settore, si trovano le Jeff Astle Gates, porte di accesso all'impianto del WBA dedicate al leggendario attaccante Jeff Astle, deceduto nel 2002 all'età di 59 anni. Le gates furono inaugurate nel luglio 2003. Nel novembre 2014 una statua in bronzo è stata posizionata all'esterno della East Stand per ricordare un altro grande cannoniere del West Brom ancora in vita, l'indimenticato Tony 'Bomber' Brown.

### Smethwick End
Costruita: 1994 Capienza: 5.816
Costruita nel 1994 assieme alla Birmingham Road End dalla Kendrick Construction Group, è la End deputata ad ospitare i tifosi ospiti che spesso ottengono tutta la Stand e non solo una parte di essa. A volte qui trovano posto i tifosi più rumorosi del West Brom, quasi a voler sfidare le tifoserie avversarie a livello vocale. 5.816, divisi su due anelli, sono i posti a sedere della End, che ospita anche al suo interno il centro di controllo dell'impianto.

## Atmosfera
L'atmosfera a The Hawthorns raggiunge i suoi picchi massimi nelle sfide tra i Baggies e i rivali del Wolverhampton Wanderers, nel Black Country Derby, e contro quelli dell'Aston Villa. Molto meno sentita è la rivalità con il Birmingham City. Antica rivalità è quella con il Walsall nell'altro Black Country Derby. In origine era contro i Villans la rivalità più sentita, ma poi sono stati i Wolves a guadagnarsi la palma di rivale più acerrima. In queste sfide sale alto al cielo l'inno dell'Albion, “The Lord's my shepherd”, che arriva direttamente dal vecchio Testamento (psalm 23, “Il Signore è il mio pastore”) e stare ad assistere è un'esperienza magnifica. I goal vengono festeggiati dai Baggies con il tradizionale “boing boing”, saltellando up and down sul posto.

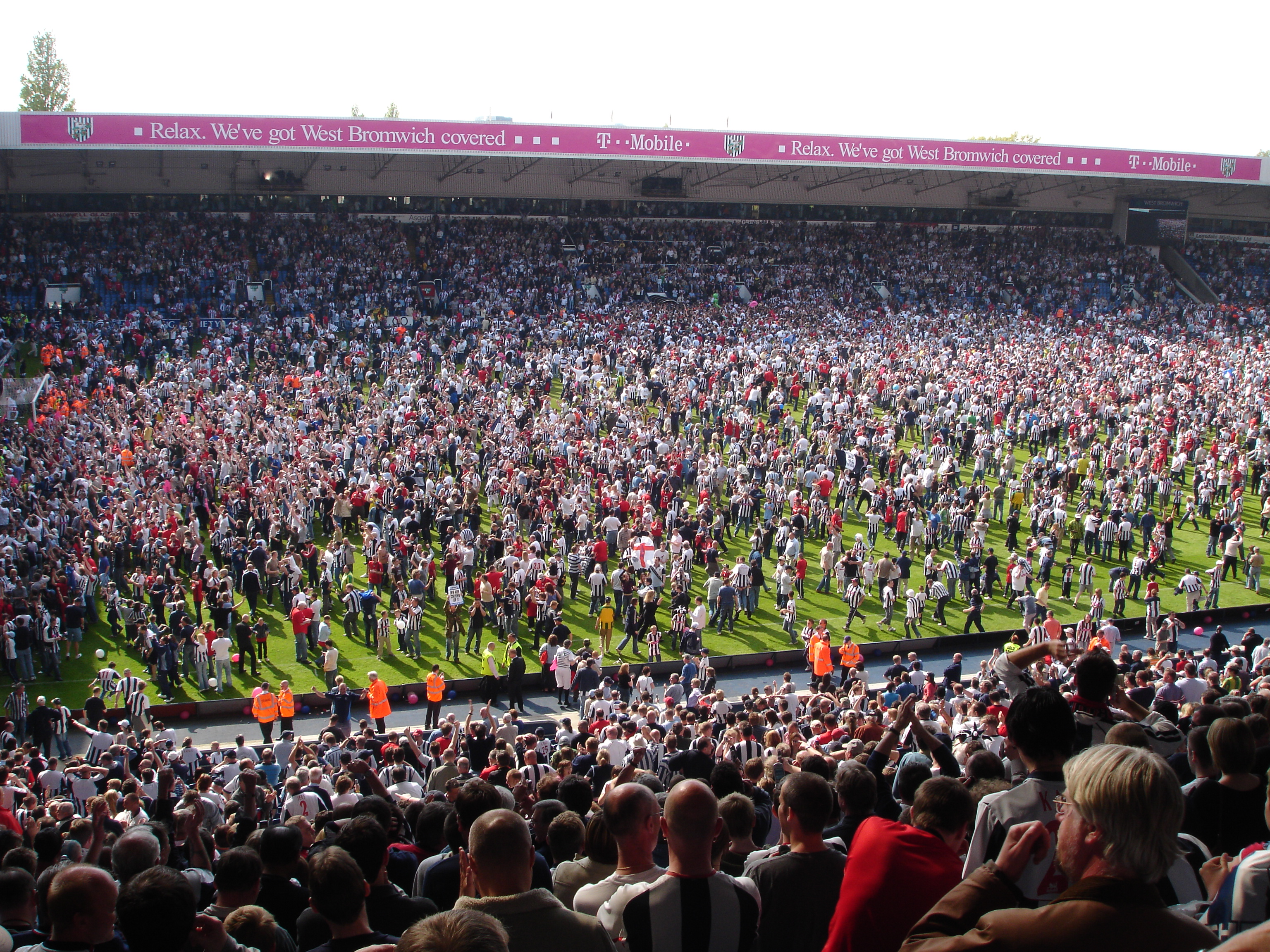
Baggies a The Hawthorns

## Curiosità
Il programma della partita viene stampato ininterrottamente dal 1905 e i Baggies negli ultimi anni hanno saputo essere piuttosto creativi: nell'ultima trasferta di ogni stagione infatti hanno iniziato a creare una tradizione, quella di vestirsi in maniera particolare ed è da citare il travestimento da vichinghi del 2004, per onorare il loro giocatore della stagione, Thomas Gaardsøe Christensen. I Baggies nel 2002 sono stati votati come migliori fans d'Inghilterra ed attualmente sono tra le tifoserie più riconosciute.
Nonostante la sua storia ultracentenaria, The Hawthorns non ha ospitato molte partite di livello internazionale. La Nazionale di calcio dell'Inghilterra qui ci giocò solamente alcune partite prima degli anni cinquanta, il 21 ottobre 1922, quando vinse contro l'Irlanda 2-0, e l'8 dicembre 1924, vincendo 4-0 contro il Belgio, ma da allora non vi fu più alcuna visita. Sempre nell'epoca del bianco e nero si disputarono due semifinali di FA Cup; da segnalare che nel 1987 il Telford United giocò qui un replay di FA Trophy contro l'Enfield rifiutandosi di giocarla al proprio stadio per la cattiva fama degli hooligans avversari.
Tra le recenti iniziative quella di un gruppo di fans che al 9º minuto applaudono per perorare la causa del leggendario Jeff Astle, deperito a causa dei traumi riportati al cervello colpendo di testa la palla di cuoio.

## Trasporti
Lo stadio è servito dalla stazione The Hawthorns Station, che comprende le ferrovie della National Rail e le fermate del tram della Midland Metro. La stazione dista circa 400 metri dallo stadio. Il tempo di percorrenza è di circa 10-15 minuti per i treni dalla stazione di Birmingham Moor Street e dal centro di Birmingham, e da Birmingham Snow Hill con la metro. I bus 74 e 75 passano sull'A41 Birmingham Road, con servizio tra Birmingham e Dudley/Wednesbury.